# سيدي (سردينيا)
سيدي، (بالإنجليزية:  Siddi)‏، هي بلدية في مقاطعة جنوب سردينيا، في منطقة سردينيا الإيطالية، وتقع على بعد حوالي 50 كيلومترا (31 ميل) شمال غرب كالياري، وحوالي 11 كيلومترا (7 ميل) إلى الشمال من سانلوري، في منطقة ماميلا الفرعية.

## السكان
في سنة 1861 بلغ عدد السكان 608 نسمة، وتطور العدد ليصل في سنة 2011 لـ 696 نسمة.
يظهر هذا المخطط البياني تطور النمو السكاني لـ سيدي (سردينيا)

## توأمة
لسيدي (سردينيا) اتفاقيات توأمة مع:
- غورافي